# Disc golf
Disc golf – dyscyplina sportu używająca latających dysków, w której gracze rzucają dyskiem do celu na zasadach podobnych do tych znanych z golfa. Rozgrywka odbywa się na polu zwykle złożonym z 9 lub 18 dołków. Gracze zaliczają dołek poprzez rzuty dyskiem w kierunku celu. Pierwszy rzut wykonywany jest z obszaru startowego (ang. tee area), a kolejne z miejsca wylądowania dysku aż do osiągnięcia celu. Liczba rzutów wykonanych przez gracza do zaliczenie każdego z dołków jest dodawana, a otrzymaną sumę odejmuje się od liczby „par” (ang. professional average result) pola. Gracze starają się zaliczyć każdy dołek jak najmniejszą liczbą rzutów.
Według danych z roku 2019, Disc Golf jest uprawiany w ponad 40 krajach, a PDGA (ang. Professional Disc Golf Association), główna organizacja zrzeszająca graczy Disc Golfa, liczy ponad 53 000 aktywnych członków.

## Historia
Disc Golf powstał na początku XX wieku. Podobno, pierwsza rozgrywka miała miejsce w Kanadzie w 1926 roku w miejscowości Bladworth w prowincji Saskatchewan. Ronald Brandon Cain wraz z grupą kolegów z podstawówki w Bladworth grali w grę polegającą na trafianiu cienkimi pokrywkami w narysowane na piasku koła o szerokości 1,2 m. Nazwali oni swoją grę „Golfem Cynowej Pokrywki” (ang. Tin Lid Golf) i grali w nią dość regularnie. Rozgrywki zakończono gdy chłopcy podrośli a ich drogi się rozeszły.
Współczesny disc golf powstał we wczesnych latach sześćdziesiątych XX wieku, jednakże toczy się debata o to, kto jako pierwszy wpadł na ten pomysł. Oficjalnie uznaje się, że kilka grup ludzi stworzyło disc golfa niezależnie. W 1964 roku studenci Uniwersytetu Rice'a w Houston w stanie Teksas organizowali turnieje rzucania dyskiem, w których za cele służyły drzewa. We wczesnych latach sześćdziesiątych XX wieku, gracze w Pendleton King Park w miejscowości Augusta w stanie Georgia rzucali frisbee do pustych koszy na śmieci. W 1968 roku, nastolatkowie grali w disc golfa w Alameda Park w Santa Barbara w stanie Kalifornia w pobliżu ulic Anacapa oraz Sola. Częścią trasy były altany, fontanny do picia, słupy lamp oraz drzewa. Nieoficjalne rozgrywki trwały przez kilka lat, a rzadkie, kolekcjonerskie dyski Alameda Park wciąż istnieją.
Z czasem disc golf zdobywał coraz większą popularność w Stanach Zjednoczonych i stopniowo pojawiał się w innych miejscach na świecie.

## Pola disc golfowe
Większość pól disc golfowych składa się z 9 lub 18 dołków, a ilość dołków w niestandardowych polach jest zawsze wielokrotnością trójki. Spotykane są zatem pola z 6, 12, 21, 24 czy 27 dołkami. PDGA zaleca by średnia długość dołka wynosiła 61–73 m, przy czym dołek nie może być krótszy niż 30 m. Najdłuższe dołki na świecie mają ponad 460 m. Projektanci pól wykorzystują drzewa, krzaki, zmiany wysokości, zbiorniki wodne oraz zróżnicowane długości. By każdy dołek był unikalny oraz stanowił wyzwanie, stosowane są również obszary poza granicami pola gry – auty (ang. out-of-bounds zones) oraz trasy mando – nakazy rzutu z danej strony obiektu mando. Wiele pól wprowadza różnorodne pozycje obszarów tee oraz celów by dostosować się do różnych poziomów umiejętności.
Większość pól disc golfowych budowanych jest w bardziej naturalnych warunkach niż pola golfowe i wymagają minimalnej konserwacji. Projektanci pól disc golfowych zwracają szczególną uwagę na bezpieczeństwo i minimalizują szanse na trafienie kogoś latającym dyskiem. Jednocześnie ich projekty pozwalają na różnorodne strategie i rodzaje rzutów. Dołki wymagają różnorodnych zagrań by były wyzwaniem dla graczy o różnych mocnych stronach i określonych umiejętnościach. Wiele pól stało się punktem organizacyjnym lokalnych klubów disc golfowych, a w niektórych znajdują się sklepy ze sprzętem do disc golfa. Znacząca większość pól na świecie jest zapisana na stronie Disc Golf Course Review a dostęp do nich jest otwarty i darmowy.
Większość pól do disc golfa znajduje się na terenie 3 krajów - USA (75%), Finlandii (7%) i Kanady (3%). Oprócz tego w Szwecji i Estonii, które posiadają największe zagęszczenie pól na km² terenu i jeden z najwyższych współczynników ilości pól na mieszkańca, zaraz za Islandią i Finlandią. W Azji najwięcej pól znajduje się w Japonii, Australii, Nowej Zelandii i Korei Południowej.

### Tee (obszar startowy)
Obszar tee w Disc Golfie to zazwyczaj wykonany z betonu, asfaltu, gumy lub sztucznej murawy, lub po prostu oznaczony na ziemi. PDGA zaleca tee mające nie mniej niż 1,2 m szerokości oraz 3 m długości. Wiele pól zaznacza jedynie przód tee drewnianą deską, a niektóre w ogóle nie mają obszarów startowych.

### Lie
Jest to miejsce, które gracz zajmuje przed wykonaniem rzutu. Pierwsze lie na dołku znajduje się na tee, kolejne są wyznaczane przez miejsce gdzie spadł dysk. Jest oznaczane przez dysk lub marker.

### Oznakowanie pola
Na wielu polach przy każdym obszarze tee ustawione są znaki, na których widnieje prosta mapa dołka, odległość do celu, par, obszary poza polem gry, trasy mando oraz nazwa dołka. Dodatkowo przy wejściu na pole często znajduje się duża tablica z mapą pola i dodatkowymi informacjami.

### Cele (kosze)

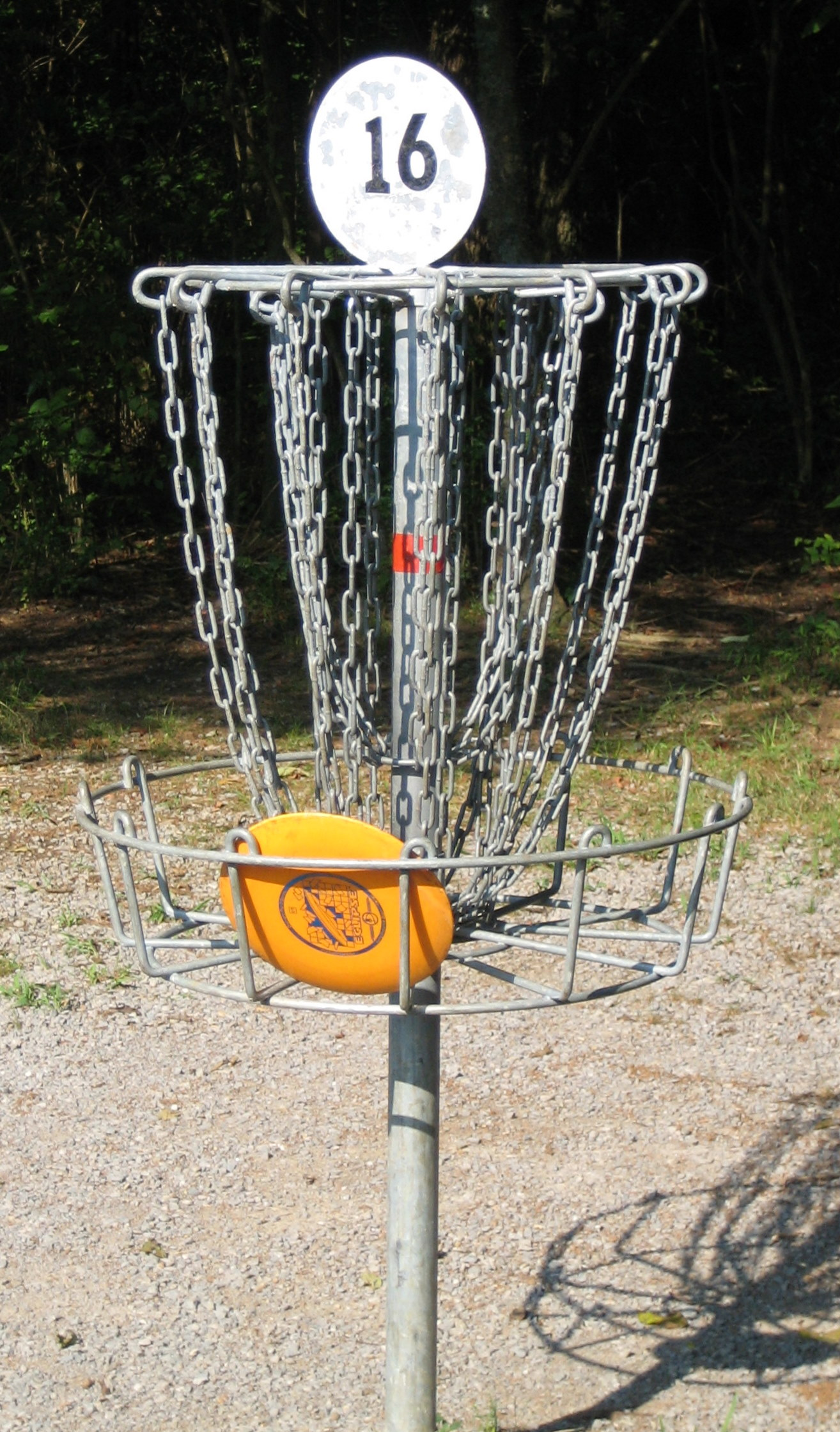
Kosze to najczęstszy rodzaj celu.

Choć wczesne pola disc golfowe używały drzew, słupków lub wyposażenia parku jako celów, kosze disc golfowe są najczęstszym rodzajem celu na współczesnych polach. Niektóre pola są wyposażone w cele dźwiękowe, które wydają konkretny dźwięk, gdy zostaną trafione dyskiem. Kosze disc golfowe składają się z metalowego słupa oraz obręczy z zawieszonymi łańcuchami, pod którymi zamontowany jest kosz, w który wpada dysk. Gdy dysk uderza w łańcuchy, zazwyczaj wpada on do kosza. Według zasad PDGA dołek uznaje się za zaliczony, jeżeli dysk wpadnie z góry kosza a pod łańcuchami i spocznie na jego dnie. Istnieje wiele firm wytwarzających kosze do disc golfa.

## Zasady gry

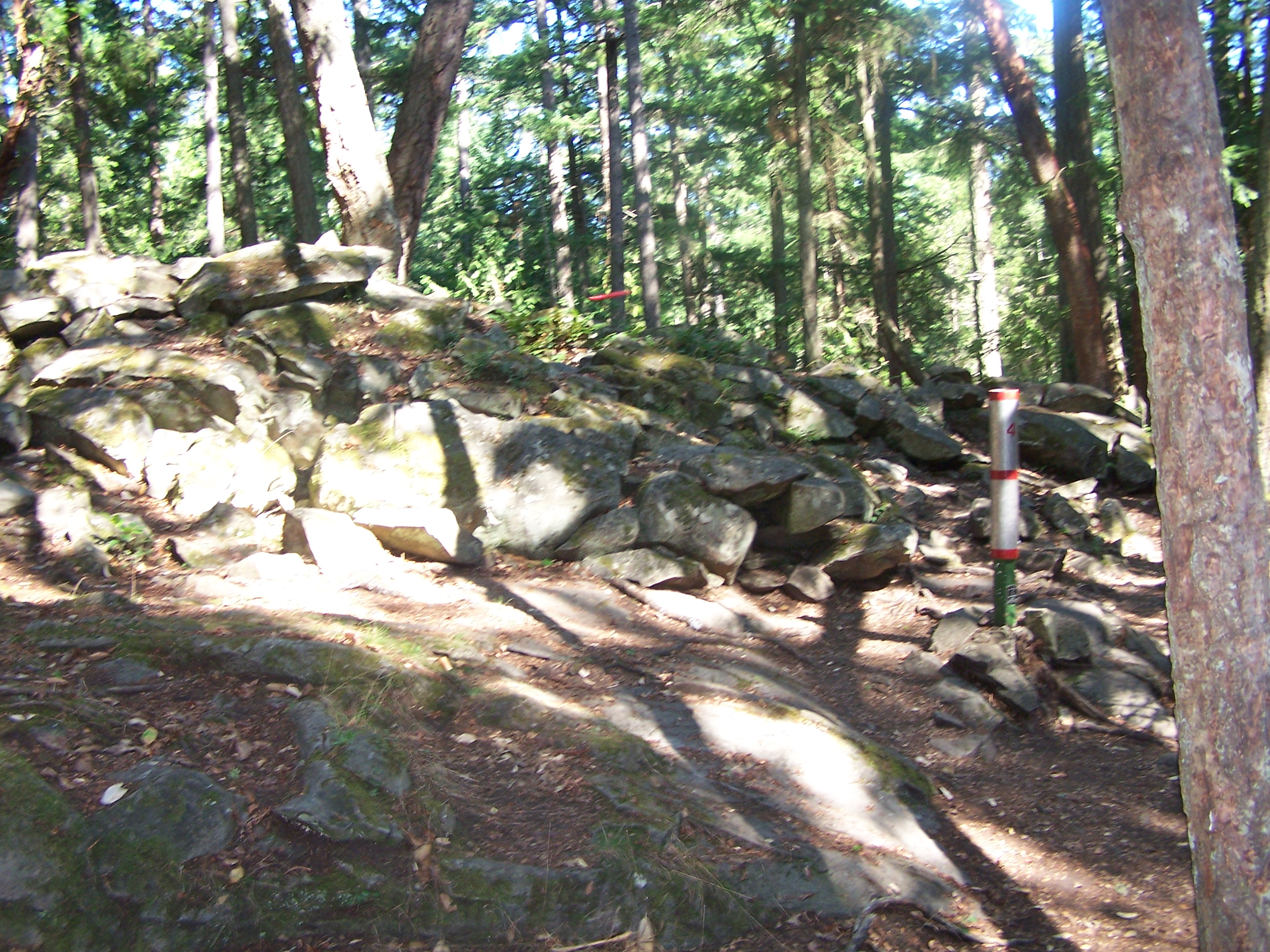
Czerwony dysk zmierzający do celu dźwiękowego na polu golfowym na Pender Island.

Zasady disc golfa są podobne do zasad golfa. Runda rozgrywa się na polu disc golfowym składającym się z pewnej liczby dołków, zazwyczaj 9 lub 18. Każdy dołek składa się z tee (obszaru startowego) oraz oddalonego o pewien dystans celu, a na przeszkodzie stać mogą drzewa, wzgórza i zbiorniki wodne. Gracze rozpoczynają rundę poprzez rzut dyskiem z tee, uważając przy tym by nie przekroczyć jego przedniej linii. Przekroczenie linii jest błędem. Kolejny rzut następuje z miejsca, w którym upadł dysk po rzucie poprzednim. Dołek kończy się poprzez trafienie do celu. Celem gry jest przejście całego pola z jak najmniejszą ilością rzutów. Zazwyczaj gra toczy się w grupie złożonej z czterech – pięciu osób lub mniej. Gracze po kolei rzucają z obszaru startowego, a kolejność następnych rzutów uzależniona jest od odległości dysku od dołka: zaczyna osoba, której dysk wylądował najdalej od celu. W trakcie rzutu danego zawodnika, reszta graczy się rozchodzi.
Każde pole jest wyjątkowe, a zatem wymaga innej kombinacji rzutów. Najlepsi gracze starają się uzyskać optymalny tor lotu dysku biorąc pod uwagę odległość, podłoże, przeszkody oraz warunki pogodowe. By móc wykonywać różne rzuty, gracze noszą ze sobą wiele dysków o różnej charakterystyce lotu. Niektórzy gracze noszą ze sobą mini dysk – marker, którym zaznaczają swoją pozycję przed każdym rzutem. Używanie markera jest szczególnie wskazane w oficjalnych rozgrywkach.
W wielu polach disc golfowych występują obszary poza granicami pola gry zwane potocznie obszarami "OB" (ang. out-of-bounds). Jeżeli dysk wpadnie w taki obszar, do wyniku gracza zostaje dodany jeden rzut, a jego gra jest wznowiona z miejsca, w którym dysk przekroczył granicę obszaru autu. Niektóre pola wprowadzają obszary OB obwarowane specjalnymi zasadami: jeżeli dysk gracza wpadnie do takiego obszaru, to musi on wykonać kolejny rzut z konkretnego miejsca zwanego „drop zone” lub rozpocząć dołek od nowa z tee. Niektóre pola wprowadzają także trasy przymusowe; zwane mando (ang. mandatories); które wymagają by dysk powędrował nad, pod lub po jednej ze stron konkretnej przeszkody – obiektu mando.
Wedle tradycji, gracze rzucają z obszaru tee w kolejności wyników z poprzedniego dołka, przy czym osoba z najniższym wynikiem rzuca jako pierwsza. Większość graczy przestrzega nieformalnych, grzecznościowych zasad, wedle których nie należy stawać w polu widzenia rzucającego gracza i należy powstrzymać się od wydawania dźwięków, które mogłyby go rozproszyć. Trafienie dyskiem mogłoby kogoś zranić, dlatego PDGA zaleca by gracze nie rzucali dyskiem w pola całkowicie zasłonięte oraz w miejsca, gdzie mogą przebywać widzowie, przechodnie lub inni użytkownicy pola.

## Rodzaje dysków

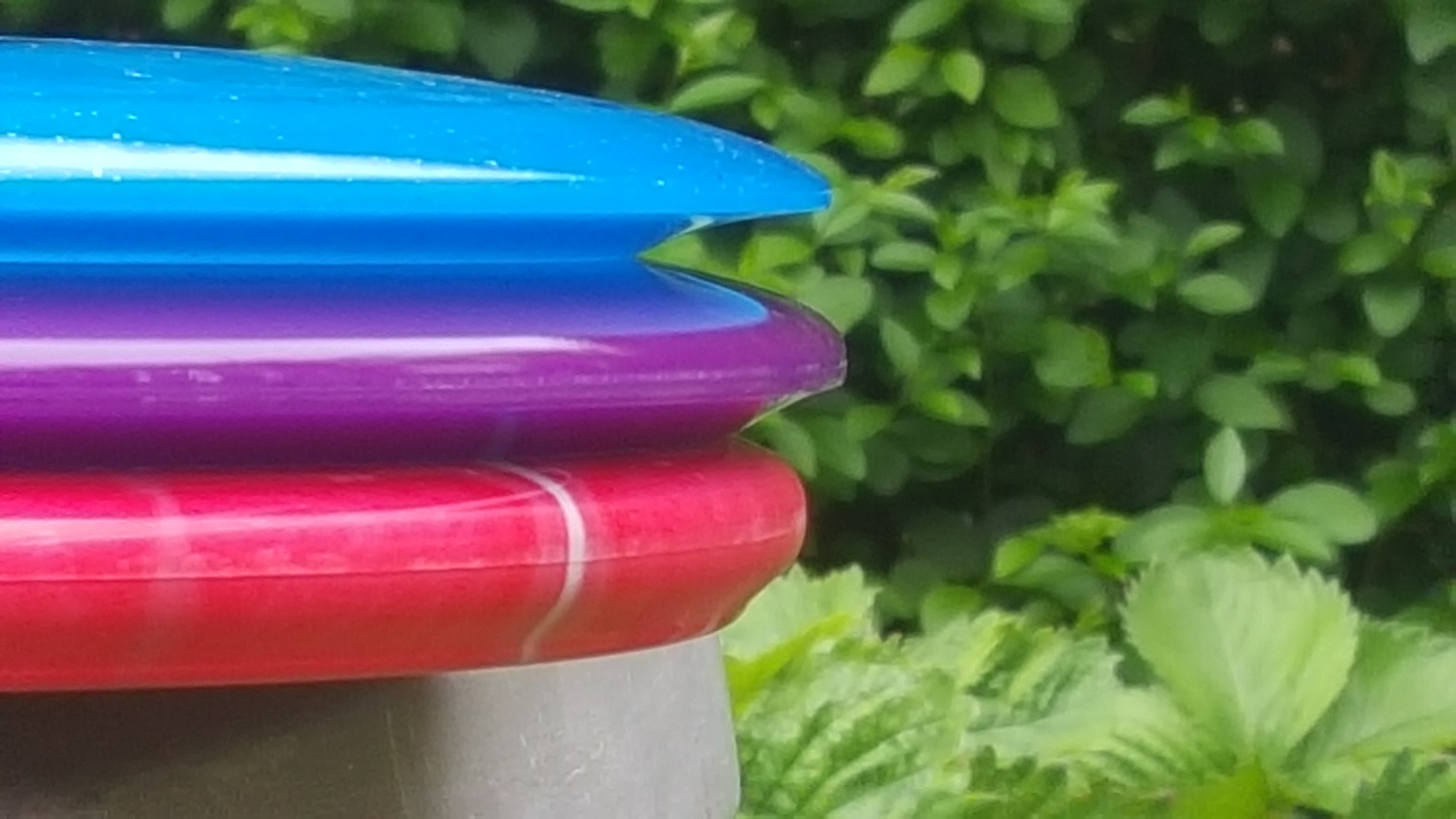
Trzy dyski pokazujące różne kształty krawędzi. Od góry: driver, mid-range oraz putter.

Dyski do disc golfa są mniejsze i cięższe niż te do Ultimate lub frisbee stosowane do celów rekreacyjnych. Mają one zazwyczaj 21–22 cm średnicy oraz ważą 130-180g. Wszystkie dyski zaaprobowane przez PDGA mają 21–30 cm średnicy i ważą nie więcej niż 200 g. Dyski używane do disc golfa są projektowane tak, by uzyskać określoną kontrolę, szybkość i precyzję, podczas gdy dyski do ogólnego użytku mają tradycyjny kształt. W disc golfie używa się wielu rodzajów dysków, które podzielone są na trzy ogólne kategorie: driver, mid-range oraz putter.

### Driver
Driver to dysk z ostrą krawędzią o skośnym kształcie. Jego masa nie jest rozłożona równomiernie i jest skoncentrowana w zewnętrznej obręczy. Takie dyski mają zoptymalizowaną aerodynamikę, dzięki czemu przebywają one długie dystanse z dużą prędkością. Są one zazwyczaj rzucane przez doświadczonych graczy podczas rzutu z tee u oraz innych rzutów długodystansowych.
Niektóre firmy produkujące dyski dzielą drivery na podkategorie. Na przykład, firma Innova sprzedaje dyski w kategorii distance driver oraz fairway driver, gdzie odległość przebywana przez fairway driver jest pomiędzy odległością distance driver a odległością dysku mid-range. Firma Discraft ma trzy podkategorie driverów: długie (ang. long), bardzo długie (ang. extra long) oraz maksymalnej odległości (ang. maximum distance). Innym typem drivera, używanym znacznie rzadziej, jest roller. Krawędź tego dysku jest zaprojektowana raczej do toczenia się niż latania. Choć każdy dysk może zostać użyty jako roller, to jedne zachowują się zupełnie inaczej od drugich.
Ponieważ fizyka drivera wymaga nadanie dyskowi dużej rotacji przy wyrzucie (spinu), nowi gracze mogą mieć problemy z precyzyjnym rzucaniem driverów dystansowych. Dlatego też lepiej jest zacząć z dyskiem typu fairway driver, long driver lub nawet dyskiem mid-range, a gdy już osiągnie się odpowiednią siłę i kontrolę, przejść do driverów maksymalnej odległości.

### Mid-range
Mid-range to dysk z tępą krawędzią o skośnym kształcie i umiarkowanie szerokiej obręczy. Dostarczają one więcej kontroli niż drivery, ale lecą na krótszą odległość. Dyski mid-range są zazwyczaj używane jako podejście do dołka. Dyski te wymagają mniejszej siły i techniki by leciały prosto.

### Putter
Putter to dysk podobny to tych używanych w tradycyjnych grach z użyciem frisbee. Jest on zaprojektowany tak by leciał prosto, przewidywalnie i bardzo powoli w porównaniu do dysków mid-range i driverów. Używany jest zazwyczaj do wąskich, kontrolowanych rzutów w bliskiej odległości od kosza, choć niektórzy gracze używają go także do dłuższych rzutów gdy na drodze stoją drzewa lub inne przeszkody. Zawodowcy używają od 1 do 7 putterów o różnej charakterystyce lotu. Początkującym zaleca się używanie jedynie puttera lub dysku mid-range podczas utrwalania podstawowych zagrań takich jak „follow-through”, pozycjonowanie rzutów oraz techniki hyzer/anhyzer. Dodatkowo, szybsze dyski nie będą latać odpowiednio bez szybkiego ich wypuszczenia, zatem putter czy mid-range, które tego nie wymagają, zachowają się bardziej regularnie.

## Kluczowe pojęcia i parametry dysków
Dyski do gry różnią się między sobą pod kątem ich projektu i zastosowania. Różni producenci dysków opisują te różnice inaczej, ale jednym z najbardziej popularnych sposobów jest system wprowadzony przez firmę Innova, opierający się na czterech parametrach: SPEED, GLIDE, TURN oraz FADE. Firma Discraft podaje również parametr stabilności w zakresie od 3 do -2 (wypadkowa TURN i FADE, z naciskiem na FADE) – jako jedyny, lub dodatkowy do wspomnianych czterech.
Ogólnie dla dysków kluczowe są: stabilność i rotacja.

### Stabilność
Stabilność określa tendencję dysku do przechylania się w boki w trakcie lotu. Przy praworęcznym rzucie bekhendowym „nadstabilny” (ang. over-stable) dysk będzie przechylać się w lewo a „podstabilny” (ang. under-stable) dysk w prawo. Dysk w czasie lotu będzie najpierw poruszał się z wysoką prędkością obrotową, z czasem zwalniając – to można zaobserwować ponieważ dysk będzie „skręcał” w prawo i w lewo, zależnie od prędkości i parametrów TURN i FADE.

### Rotacja (Spin)
Rotacja (ang. spin) ma niewielki wpływ na siły wznoszenia oraz oporu, ale wpływa na stabilność dysku podczas lotu. Można ten parametr opisać również jako „prędkość obrotowa dysku”. Efekt żyroskopowy zapobiega obróceniu się latającego dysku. Nawet gdy dysk traci na prędkości, to wciąż utrzymywać będzie poziom rotacji. Dopiero pod koniec lotu, gdy rotacja i prędkość się zrównoważą, dysk zacznie opadać. Sposób opadania dysku zależy od jego konstrukcji oraz kąta rzutu.

### SPEED (prędkość)
Prędkość dysku jest pierwszym parametrem opisującym dysk, zazwyczaj mieści się w przedziale od 1 do 15. Prędkość dysku opisuje krzywiznę krawędzi, łatwość z jaką dysk może przemieszczać się w powietrzu, ale również jest opisem wymagań wyjściowej prędkości wyrzutowej. Im parametr niższy, tym krawędź dysku bardziej obła i tępa (np. putter), ale wymagająca mniej rotacji przy wyrzucie. Dysk o dużej prędkości rzucony za wolno i za słabo, nie będzie wykazywał działania wynikającego z pozostałych parametrów, ale zazwyczaj spadnie szybko na ziemię. Z tego względu, początkującym graczom nie zaleca się bardzo szybkich dysków.

### GLIDE (szybowność)
Szybowność jest drugim parametrem opisującym dysk, w przedziale od 1 do 7. Szybowność określa „chęć” dysku do unoszenia się w powietrzu i jego wrażliwość na wiatr. Dyski o dużej szybowności mogą polecieć dalej, ale ciężej jest nad nimi zapanować. Dyski o niskim parametrze GLIDE mogą sprawiać wrażenie „trudniejszych” do rzucenia.

### TURN (skrętność)
Skrętność jest trzecim parametrem opisującym dysk, zazwyczaj w przedziale od 1 do 5. Opisuje on „podstabilność” dysku przy dużej prędkości obrotowej – zazwyczaj w pierwszej fazie lotu. Im niższy ten parametr, tym bardziej dysk będzie skręcał w prawo przy praworęcznym bekhendzie.

### FADE (opadanie)
Opadanie to czwarty parametr opisujący dysk, zazwyczaj w przedziale od 0 do 5. Opisuje on „nadstabliność” dysku przy niskiej prędkości obrotowej – zazwyczaj w późniejszej fazie lotu. Im wyższy ten parametr, tym mocniej dysk będzie skręcał w lewo przy praworęcznym bekhendzie.

## Tworzywa
Istnieje wiele różnych dysków, a każdy z nich zrobiony z konkretnego rodzaju plastiku. Plastiki takie jak DX, J-Pro, Pro-D, X-Line, D-line, retro oraz R-Pro z firm Innova, Latitude 64°, Discmania oraz Discraft to mniej wytrzymałe plastiki, które są dobre dla początkujących ze względu na niższe ceny. Z kolei Champion, Titanium, FLX, GStar, Gold Line, Tournament Plastic, Fuzion oraz Star plastics, czyli najlepsze plastiki oferowane przez te same firmy, oferują najlepszą jakość, wytrzymałość oraz lot. Istnieją też plastiki posiadające dodatkowe cechy takie jak świecenie w ciemności oraz plastiki, które pozwalają dyskowi unosić się na wodzie. Większość firm oferuje też dużo lżejsze plastiki (zazwyczaj wypełnione pęcherzykami powietrza), które są odpowiednie dla początkujących lub graczy o wolniejszej ręce. Gracze mogą preferować dyski o jaskrawych kolorach, by móc łatwiej znaleźć go po wykonanym rzucie.

## Rodzaje rzutów
Choć jest wiele różnych chwytów oraz rodzajów rzutów, to wyróżniamy dwie podstawowe techniki: bekhend i forhend (ang. sidearm). Ich zrozumienie i opanowanie mogą znacząco podnieść poziom gry gracza. Ponadto zwiększają one ilość opcji na przemieszczanie dysku po polu i skuteczniejsze trafianie dyskiem do kosza. Wielu graczy korzysta z nabiegu (ang. run-up) przy dłuższym rzucie. Pozwala to nadanie większego pędu oraz co za tym idzie odległości. Nie istnieje standardowy rodzaj rzutu, a każdy gracz ma swoją unikalną technikę.
Rzucony dysk spada w kierunku określonym przez kierunek rotacji nadany podczas wypuszczenia dysku. Wyróżniamy dwa kierunki rotacji: „hajzer” (ang. hyzer), gdy dysk spada w naturalnym kierunku, oraz „anhajzer” (ang. anhyzer), gdy dysk spada przeciwnym do naturalnego kierunku. Dla praworęcznego bekhendu dysk będzie spadał w lewo, a dla leworęcznego w prawo. Dla praworęcznego forhendu dysk będzie spadał w prawo, a dla leworęcznego w lewo.

### Backhand
By wykonać ten rzut należy gwałtownie przeciągnąć dysk zza pleców do przodu ciała i wypuścić go w kierunku celu. Rzuty bekhendowe są zazwyczaj dłuższe od forhendowych, można też zaobserwować charakterystyczny dźwięk (tzw. snap) przy wyrzucie, gdy dysk wyskakuje z palców. Ważne jest by nadać pęd ze stóp i pozwolić mu przejść w górę ciała, do bioder i ramion, by nadać odpowiednią energię dyskowi.

### Forhend
Forhendowy rzut (sidearm) jest wykonywany przez przeciągnięcie dysku zza pleców do przodu po zewnętrznej stronie ciała, podobnie do rzutu w baseballu lub forehandu w tenisie lub baseballu.

### Alternatywne rodzaje rzutów
Przykłady poniżej najczęściej są wykorzystywane w sytuacjach gdy standardowe rzuty są utrudnione przez przeszkody (krzaki, drzewa itd.).
- Hatchet (Tomahawk) – Chwytany podobnie do forhendu, ale rzucany znad głowy, przez większość rzutu dysk znajduje się w pozycji prostopadłej do podłoża.
- Thumber – Rzucany znad głowy, ale kciuk znajduje się po wewnętrznej stronie dysku.
- Roller – Rzucany bekhendem lub forhendem, przez większość rzutu dysk jest w kontakcie z gruntem tocząc się na krawędzi. Rzucony z odpowiednią siłą i pod odpowiednim kątem może przebyć w dobrych warunkach bardzo duży dystans. Bardzo przydatny rzut w arsenale gracza.
- Turbo-Putt, – Rzucany putterem trzymanym podobnie do tacy kelnerskiej - opierając dysk na kciuku i trzymając palce na krawędzi. Podczas rzutu wykorzystuje się ruch podobny to rzucania rzutkami, prostując rękę i nadając rotację za pomocą palców[17]. Jest to bardzo celny sposób rzucania, ale o bardzo małym zasięgu.
- Baseball lub Granat – Rzucany podobnie do bekhendu, ale dysk jest do góry nogami. Rzut wykorzystywany aby dysk poleciał szybko do góry i szybko spadł, minimalizując ryzyko niechcianego rollera (odtoczenia). Często wykorzystywany do rzutów w dół stoku oraz to omijania wysokich przeszkód lub wychodzenia z lasu.

## Punktacja
Stroke play (zwany też medal play), czyli rozgrywka polegająca na liczeniu ilości rzutów na danym dołku oraz sumy z całego przejścia dla danego gracza jest najbardziej popularną metodą punktacji, ale są też inne. Można wymienić rozgrywkę meczową, skinsy, speed golfa, rozgrywki drużynowe oraz deble (doubles).
Niezależnie od sposobu rozgrywki, głównym celem disc golfa jest uzyskanie jak najniższego wyniku na danym dołku (jak w tradycyjnym golfie).

### Nazewnictwo wyników z danego dołka
- Condor – gracz potrzebował cztery rzuty mniej niż par; wynik -4.
- Albatros (lub podwójny eagle) – gracz potrzebował trzy rzuty mniej od par; wynik -3.
- Eagle (lub podwójne birdie) – gracz potrzebował dwa rzuty mniej od par; wynik -2.
- Birdie – gracz potrzebował o jeden rzut mniej od par; wynik -1.
- Par – gracz rzucił zgodnie z par; wynik E (ang. even) lub 0.
- Bogey – gracz potrzebował o jeden rzut więcej od par; wynik +1.
- Podwójny bodey (double bogey) – gracz potrzebował o dwa rzuty więcej od par; wynik +2.
- Potrójny bogey (triple bogey) – gracz potrzebował o trzy rzuty więcej od par; wynik +3.

Rozgrywka deblowa jest bardzo popularną alternatywą dla tradycyjnej rozgrywki indywidualnej. Często są rozgrywane jako dodatkowa konkurencja przed turniejami, lub organizowane na lokalnych turniejach. W tym formacie, gracze łączą się w drużyny dwuosobowe – czasem przypadkowo, czasem według klucza (np gracz pro i amator). Obaj gracze oddają rzut z tego samego miejsca (np. z tee), po czym ustalają z którego dysku grają dalej i ponownie obaj rzucają z tego samego lie. Zależnie od rodzaju gry deblowej reguły mogą się różnić.
Best shot – najlepszy rzut. Formuła w której gracze sami decydują który z rzuconych dysków będzie ich lie do kolejnego rzutu. Wystarczy, że jeden gracz trafi putta.
Worst shot – najgorszy rzut. Formuła w której drużyna przeciwna decyduje który z rzuconych dysków będzie lie do kolejnego rzutu. Obaj gracze muszą trafić putta z danego lie.
Alternate shot – zmienny rzut. Formuła w której gracze rzucają na zmianę, ale oddają jeden rzut z danego lie.
Best score – najlepszy wynik. Formuła w której gracze grają samodzielnie dany dołek, ale wybierają lepszy z dwóch wyników do punktacji.

## Turnieje
Turnieje disc golfowe są organizowane przez cały rok na całym świecie. Można rozgraniczyć turnieje sankcjonowane, rozgrywane pod egidą międzynarodowego stowarzyszenia graczy disc golfa PDGA (Professional Disc Golf Association), w których członkowie tej organizacji mogą zdobywać punkty ratingowe, oraz turnieje lokalne, których wyniki nie są liczone do ratingu gracza.
Cześć turniejów zbiera także fundusze na cele charytatywne, np. St. Jude Disc Golf Tournament w USA, który jest rozgrywany od 2017 i zebrał ponad 100 tys. dolarów na szpital dziecięcy St. Jude.
W Europie do największych turniejów zaliczyć można Mistrzostwa Europy, w których biorą udział reprezentanci ponad 20 krajów czy też turniej European Masters który przyciąga najlepszych graczy z całego świata.

## Popularność

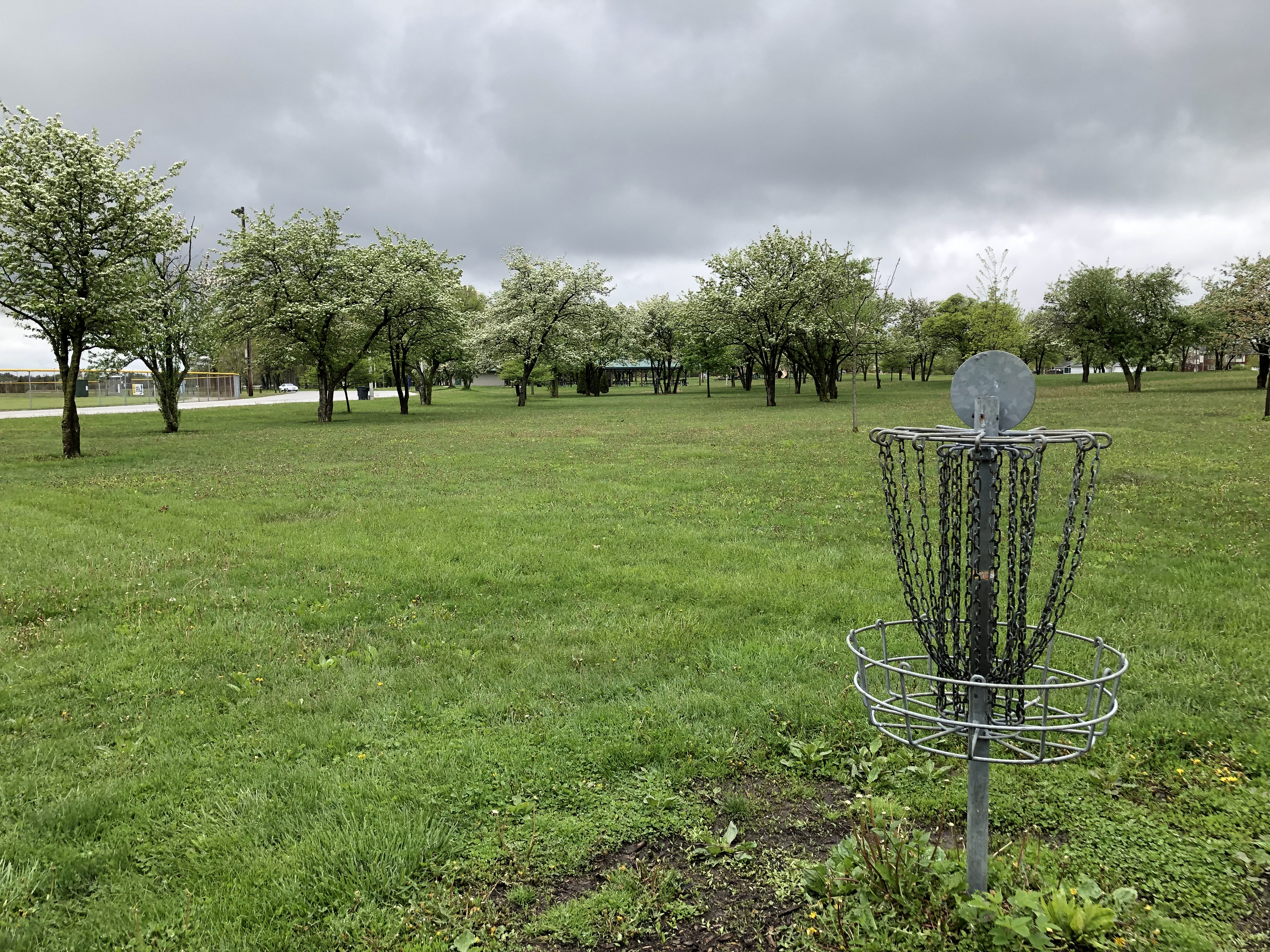
Pole Disc Golfowe w parku

Popularność Disc Golfa gwałtownie rośnie na całym świecie. Jest to czwarty najszybciej rosnący sport w Stanach Zjednoczonych i ustępuje jedynie mieszanym sztukom walki, roller debry i parkourowi
Disc Golf jest bardzo popularny w wielu krajach Europy, szczególnie w Finlandii, Estonii czy też Czechach.

### Disc Golf w mediach
Głównym miejscem transmisji jest serwis YouTube, gdzie kanały takie jak JomezPro i CentralCoastDiscGolf prowadzą relacje z głównych turniejów w Stanach, ale zdarzają się również transmisje w telewizji publicznej (np. runda finałowa Mistrzostw Europy w Finlandii w 2016 roku). Dodatkowo, na YouTube dostępna jest duża baza materiałów treningowych, porad i analiz disc golfowych.

### Kobiety w Disc Golfie
Mimo że w Disc Golfie jest więcej graczy płci męskiej, to istnieje Woman's Disc Golf Association (pol. Stowarzyszenie Kobiet w Disc Golfie), które zachęca kobiety do gry i organizuje dla nich turnieje. Badanie PDGA stwierdza, że spośród 35 662 aktywnych członków w 2016 roku, 7,6% stanowią kobiety.
Wiele firm uruchomiło programy oraz strony internetowe mające na celu przyciągnąć kobiety do tego sportu. PDGA Woman's Comittee (Komisja Kobiet PDGA) ma na celu nie tylko zainteresować i zachęcić graczy płci żeńskiej turniejami Disc Golfa, ale także pomóc im w pozostaniu przy tym sporcie. 12 maja 2012 roku Komisja Kobiet PDGA pobiła rekord prowadząc Inaugural Women's Global Event (Inauguracyjny Międzynarodowy Turniej Kobiet), który przyciągnął 636 zawodniczek z 24 stanów i 4 krajów. Międzynarodowy Turniej Kobiet ma być organizowany co dwa lata począwszy od 2014.

## Disc Golf w Polsce
Pierwsze pole do gry powstało w 2008 r. w miejscowości Marczów k. Jeleniej Góry, przy pensjonacie Jaskółka. Jego założycielem był Roel den Burger #37681, pierwszy zawodnik PDGA w Polsce (projekt powstał przy współpracy z Robem Mertensem #12804. Drugie powstało k. Krakowa przy Pałacu w Paszkówce w roku 2011 z inicjatywy właścicieli. Oba obiekty zostały zamknięte. Pierwsze publiczne pole powstało w Parku Śląskim w Chorzowie. Potem powstały kolejne pola na Śląsku, Mazowszu i w Kotlinie Kłodzkiej.
Polska jest członkiem Europejskiej Federacji Disc Golfa (EDGF) oraz jest krajem zrzeszonym w PDGA.

### Pola do gry (stałe lub tymczasowe)
Podane liczby koszy to pola stałe, na czas turniejów ilość koszy i położenie może się zmieniać. Linki do map w przypisach
- Park Śląski, Chorzów[25]
- Park Chrobrego, Gliwice DiscGolfPark[26]
- Dolina Trzech Stawów, Katowice[27]
- Zieleniec DiscGolfPark[28]
- Fojutowo DiscGolfPark[29]
- Złotów DiscGolfPark[30]
- Krzyczki, Nosselia DiscGolfPark[31]
- Wawer, Droga Golfowa, Warszawa[32]
- Na Grobli - INNOVA Disc Golf Park - Wrocław
- Ostoja Dworska[33]
- Grynwald[34]
- Park Rusinowa, Wałbrzych[35]
- Jaśkowa Dolina, Gdańsk[36]
- Na Zboczu, Gdańsk[37]
- Disc Golf Luboń DiscSportEurope[38]

### Kosze do treningu
Pojedyncze kosze przystosowane do trenowania putów:
- Park Górczewska DiscGolfArena, Warszawa[39]
- Złotów DiscGolfArena[40]
- Decathlon Legnica DiscGolfArena[41]
- Pałac Domaniowski DiscGolfArena, Wieniawa[42]

### Turnieje
W Polsce od 2015 roku regularnie odbywają się turnieje sankcjonowane przez PDGA, pierwszy turniej odbył się w Zieleńcu. Od tamtej pory w Polsce odbyło się ponad 30 turniejów rangi PDGA (stan na sierpień 2020. Do tego regularnie organizowane są lokalne turnieje, akademie i spotkania z disc golfem. Dobrym przykładem jest Zimowy Puchar DGW, cykl 10 turniejów rozgrywanych w zimę na terenie Warszawy i okolic od roku 2016.

### Mistrzostwa Polski
Mistrzostwa Polski są organizowane od 2016 roku. W tabeli poniżej są wypisani najwyżej sklasyfikowani polscy zawodnicy razem z pozycją w swojej kategorii.
| rok  | turniej                                                           | miejsce           | MPO                     | FPO                     | Junior                    | Masters 40+         | FPO 40+                     | Masters 50+             | Junior <12 lat     | MA1 (Amatorzy)  |
| ---- | ----------------------------------------------------------------- | ----------------- | ----------------------- | ----------------------- | ------------------------- | ------------------- | --------------------------- | ----------------------- | ------------------ | --------------- |
| 2016 | Polish Disc Golf Championships                                    | Zieleniec         | Szymon Wącior (1)       | Marta Wacior (2)        | Tomasz Kowalski (1)       | Tomasz Kawecki(3)   |                             |                         |                    |                 |
| 2017 | Polish Disc Golf Championships 2017                               | Zieleniec         | Szymon Wącior (2)       | Katarzyna Hasiak (1)    | Tomasz Kowalski (1)       | Marek Ziemiński (3) |                             | Piotr Kolodziejski (3)  |                    |                 |
| 2018 | Krobielowice Open PDGA - Polish Disc Golf Championship 2018       | Krobielowice      | Filip Tomeczek (1)      | Katarzyna Hasiak (1)    | Weronika Ziemińska (1)    | Marek Ziemiński (1) |                             | Piotr Kolodziejski (1)  |                    |                 |
| 2019 | Polish Disc Golf Championships 2019                               | Świerklaniec      | Wojciech Starzewski (1) | Weronika Ziemińska (1)  | Tomasz Kowalski (1)       | Marek Ziemiński (1) |                             |                         | Szymon Walczak (1) |                 |
| 2020 | Polish Disc Golf Championships 2020                               | Chorzów           | Miłosz Boruszewski (1)  | Weronika Ziemińska (1)  | Aleksander Afeltowicz (1) | Marek Ziemiński (1) |                             |                         |                    |                 |
| 2021 | Polish Disc Golf Championships 2021                               | Nasielsk          | Szymon Wącior (1)       | Weronika Ziemińska (1)  | Aleksander Afeltowicz (1) | Marek Ziemiński (2) |                             | Piotr Onikki-Górski (1) |                    |                 |
| 2022 | MOICO Polish Disc Golf Championship powered by Latitude64°        | Wrocław           | Szymon Mikulski (1)     | Patrycja Skórzewska (1) | Szymon Rozynek (1)        | Lukasz Sularz (1)   | Joanna Kot (1)              | Andrzej Borkowski (1)   |                    |                 |
| 2023 | Mistrzostwa Polski w Disc Golfie 2023 - PDGA Europe Women's Event | Świeclaniec       | Miłosz Boruszewski (2)  | Monika Piwowarczyk (1)  | Szymon Rozynek (1)        | Dominik Mącior (1)  | Joanna Kot (1)              | Andrzej Borkowski (1)   |                    | Jan Madej (1)   |
| 2024 | Mistrzostwa Polski w Disc Golfie 2024 inspired by INNOVA          | Strzelce Opolskie | Oskar Żuchliński (1)    | Weronika Ziemińska (1)  | Szymon Rozynek (1)        | Łukasz Badach (1)   | Jagoda Szczepanik (1)       | Marek Ziemiński (1)     |                    | Karol Prajs (1) |
| 2025 | Mistrzostwa Polski w Disc Golfie 2025 inspired by Innova          | Gołuchów          | Oskar Żuchliński (1)    | Weronika Ziemińska (1)  | Szymon Walczak (1)        | Marek Gontarz (1)   | Aldona Krysiak-Adamczyk (1) | Marek Ziemiński (1)     |                    |                 |